# Ich bin ein Berliner
«Ich bin ein Berliner» (en alemany, «Jo sóc un berlinès») és una citació cèlebre del discurs del president estatunidenc John F. Kennedy en la seva visita a Berlín Oest el 26 de juny de 1963. Aquesta frase tenia per objectiu mostrar el suport dels Estats Units als habitants de l'Alemanya de l'Oest, i sobretot als berlinesos. Berlín Oest era en efecte inserida als territoris comunistes en aquesta època, i el mur de Berlín separava la ciutat en dos.
Aquest discurs és considerat com un dels millors del president Kennedy, i com un moment destacable de la guerra freda. Va ser un gran suport moral per als berlinesos de l'oest, que vivien en un enclavament a l'Alemanya de l'Est i de la que temien una possible ocupació. Des del balcó de l'ajuntament de Schöneberg ("Rathaus Schöneberg"), Kennedy digué:
| « | Fa 2.000 anys, la frase més gloriosa era civis romanus sum. Avui, al món de la llibertat, la frase més gloriosa és "Ich bin ein Berliner". | » |

| « | Tots els homes lliures, sigui quin sigui l'indret on viuen, són ciutadans de Berlín, i, en tant que home lliure, estic orgullós de les paraules: "Ich bin ein Berliner!" | » |